# Марица Вулетић Наумовић
Марица Вулетић Наумовић (Београд, 29. јануар 1962 — 2. мај 2024) била је српска глумица и редитељка.
Остварила је више од 50 улога, и одиграла укупно преко 1000 представа. На филму, телевизији и радију остварила је више од 20 улога, и синхронизовала преко 1200 цртаних филмова.

## Уметничка/академска каријера
Марица Вулетић завршила је две године студија на Одељењу за етнологију и антропологију Филозофског факултета у Београду. Дипломирала је Глуму и Позоришну и радио режију на Факултету драмских уметности у Београду. Као стипендиста Француске владе, усавршавала се 1989. и 1990. године у области театарског израза, сценског покрета и миме Ecole Jacques Lecoq - Mime, Mouvement, Theatre у Паризу.
Од 1999. године предаје Сценски покрет на Академији уметности. Добила је звање доцента 1999. године, а ванредни професор постала 2004. За редовног професора изабрана је 2009. године. Основе позоришне режије предавала је у школској 2013/2014. години. У периоду од 1997. до 1998. године ради као асистент за предмет глума на Академији лепих уметности у Београду. Од 2001. до 2009. године предаје предмет Сценски покрет на Академији уметности Универзитета у Бања Луци, у Републици Српској. Сарадник је у школи глуме у Позоришту младих Дадов од 2011. године. Од 1986. до 1997. године стално је ангажована у Позоришту Бошко Буха - Сцена Код коња. Била је члан Драме Београдског драмског позоришта од 1997. до 1999. године.
Као позоришни редитељ, Марица је остварила једанаест режија, три монодраме и две асистентуре режије, а као радио редитељ дванаест радио драма. У омладинском позоришту ДАДОВ режирала је представу 
А сада ћете видети... 2006. године. Као стручни сарадник за сценски покрет била је ангажована у тринаест представа. Такође, остварила је костимографију у једанаест, сценографију у девет, драматизацију у девет, адаптацију текста у пет и избор музике у једанаест представа.
Учествовала је у раду више семинара и радионица: у оквиру интердисциплинарног семинара на тему ЖРТВА Истраживачке станице Петница, остварила драматизацију песме Зидање Скадра и организовала рад полазника на њеној инсценацији (1994); семинар The eyes of Phedra у Кардифу (Велс, Велика Британија) из области глумачког израза кроз покрет (1995) – представа играна у позориштима Chafter Theatre и But Theatre под вођством Фиренце Гвиди; радионица Shiro Daimon (Јапан), као и Ане Зубраyцке и Грегора Брала (Пољска) 1996. у оквиру Међународних сусрета позоришних радионица у Београду.
Марица је водила семинар из глуме у оквиру програма “Културно лето Пирот ‘98”. На Фестивал-академији Театра нација у Цириху, похађала је радионицу “Студије Биомеханике” код проф. Генадиј Богданов са Академије позоришних уметности у Москви (1998). Била је гост Pantheatre у Паризу, на семинару Креативне могућности гласа у музици и позоришту који су водили Лиза Мајер, Линда Вајз, Енрике Пардо и Хаим Ајзакс (1999). У оквиру радионице Одинова недеља коју је водила Роберта Карери, гостовала у Один Театру Еугенија Барбе у Холстеброу, Данска (2000). Учествовала је у раду Интернационалне лабораторије Commedia dell’ Arte, у организацији Адриана Јурисевича у Венецији, Италија (2000).